# ゼノブレイド3
『ゼノブレイド3』（Xenoblade 3、英: Xenoblade Chronicles 3）は、モノリスソフトが開発し、任天堂から2022年7月29日に発売されたNintendo Switch用コンピュータRPG。

## 概要
2022年2月10日に開催された「Nintendo Direct 2022.2.10」で発表された『ゼノブレイド』シリーズのナンバリング作品。「命」をテーマにしている。
総監督は過去作と同様に高橋哲哉が務める。高橋によると本作の構想は『ゼノブレイド2』開発前から温めていたもので、キービジュアルは折れた機神の大剣と胴体に大穴が穿たれたインヴィディアの巨神獣であり、『ゼノブレイド』および『ゼノブレイド2』の世界をつなげる集大成的な作品と位置づけられている。
なお、当初は2022年9月に発売予定だったが、予定を早めて発売された。

## ストーリー
機械技術を発達させた「ケヴェス」、エーテルと呼ばれる技術を扱う「アグヌス」の2つの国家が争う世界、アイオニオン。2つの国家の国民は装置によって作られた生命体であり、その寿命は10年。その中で戦う為に生き、生きる為に戦う、戦う事を宿命付けられた者達であった。周囲がその環境に何の疑問も持たない中で、失われた命を弔う「おくりびと」の役割も担うケヴェス兵のノアはその生活に複雑な思いを巡らせていた。
そんなある日、ノア達ケヴェス兵に不可解な任務が課せられる。その内容はとあるエネルギー装置の破壊。命じられるままその地へ赴き、同じ任務を課せられたアグヌス兵、そして謎の勢力と三つ巴の戦いを繰り広げるが、ノア達にとっては異質なシワだらけの男に制止され、「お前達は本当の敵と戦うべきだ」と告げられる。
その直後、話を遮るように新たな勢力による攻撃が入る。その巨人の圧倒的な力にノア達は苦戦を強いられるが、シワだらけの男がエネルギー装置を動かし、ノアはアグヌス兵の少女ミオと融合。その力で場を切り抜ける事に成功する。だが巨人は謎の力を発動し、「コレでお前たちは世界の敵だ」という意味深な言葉と共に去っていった。
ノア達は装置を作動させた男の元に駆け寄り、その男から改めて本当の敵と戦うべきである事と、生き延びたいのなら大剣の突き立つ大地にある「シティー」を目指すよう説得を受け、そのまま命を落とした男を弔った。その後一度は自分たちの基地への報告を優先したノアとミオ達だったが、謎の巨人の言う通り、すでに彼らに味方する者は居なくなっていた。居場所を失い、目指すべき場所を示されたノア達6人の兵士は手を取り合い、この世界の真実を見るべく「シティー」を目指す。

## 登場人物

### 主人公
ケヴェス側ウロボロス
ノア
声 - 新井良平、関根有咲（幼少期）
性別 - 男 / 年齢 - 18歳・9期 / ロール - アタッカー / クラス - ソードファイター / 武器 - ヒドゥンソード→ソードオブトゥルース
ケヴェスの兵士であり、戦場で命を落とした兵士を弔う「おくりびと」。子供の頃から今の世界の現状に疑問を抱いていた。武器は大型の両手剣だが、真の武器はその刀身に秘められたノポンの魔剣ラッキーセブン。
正体は本来のノアが重ねてきた後悔の念から生み出された、クローン体に近い存在である。そして主人公のノアにも本来のノアに付いて回っていた「ミオとの出会いと別れを繰り返す」宿命が少なくとも本作のメインとなる時代で回ってくる事となるが、これが物語の終結に繋がる事となる。
ランツ
声 - 田邊幸輔、田村睦心（幼少期）
性別 - 男 / 年齢 - 18歳・9期 / ロール - ディフェンダー / クラス - ヘヴィガード / 武器 - シールドブレード→ダマントシェル
幼い頃からノアと共に過ごすケヴェスの兵士。灰色の肌が特徴の大柄な青年。盾としても使用可能な大剣を扱い、敵の攻撃を引き付ける。
過去に自身の油断のせいで同期だったヨランを失った事を非常に悔いており、メビウス達との戦いを経てその過去と向き合う事となる。
ユーニ
声 - 潘めぐみ
性別 - 女 / 年齢 - 18歳・9期 / ロール - ヒーラー / クラス - メディックガンナー / 武器 - ガンロッド→ガンロッドフルリカバー
ノアやランツの幼馴染であるケヴェスの兵士。口が悪くガサツな性格の少女だが、座学が得意。杖の形をした銃「ガンロッド」を扱う。
実は過去生の記憶をほんの僅かに持っており、旅の中でその時の自身の遺体を目撃した事で恐怖を募らせるが、アグヌス兵のタイオンを始めとする仲間達に支えられ、改めて世界と戦う決意を固めていく。
アグヌス側ウロボロス
ミオ
声 - 津田美波
性別 - 女 / 年齢 - 19歳・10期 / ロール - ディフェンダー / クラス - 疾風士 / 武器 - 双月輪→奏日輪
アグヌスの兵士で「おくりびと」。生真面目で優しい性格で、仲間からの信頼も厚いが、自分の悩みは抱え込んでしまうタイプ。感情的になりやすいのも玉に瑕。メンバーの中では最年長の10期で成人まであと3ヶ月。ツインリングという武器と己が素早さで、攻撃を引き付ける役目を担う。
物語中盤、アグヌスキャッスルにてエヌの策略により成人までの残り一月を監禁された挙げ句、ノア達の目の前で見せしめとして成人の儀を執り行われ、死亡したかに思われた。しかし、実際はエムとの戦いで意識を乗っ取られた際にエムの思いに触れたミオが密かに人格を入れ替えていたため、実際に死亡したのはエムであったことが判明する。以降のミオは髪が長くなり（ヘアスタイルは後に変えることが可能）、記憶もエムのものを共有する形となる。
セナ
声 - 佐藤みゆ希
性別 - 女 / 年齢 - 18歳・9期 / ロール - アタッカー / クラス - 破砕士 / 武器 - 大彗槌→流星崩落
力自慢の少女。明るく元気に振る舞っているが、根は繊細で後ろ向きな考えに陥りやすい性格。昔から共に過ごすミオを姉のように慕う。武器は大型のハンマー。
ロストナンバーズのシャナイアに対しては、同じくコンプレックスを抱く相手がいる立場として何度も気にかけている。
タイオン
声 - 木村良平
年齢 - 男 / 年齢 - 18歳・9期 / ロール - ヒーラー / クラス - 戦術士 / 武器 - 術札・主水→術札・森羅万象
ミオ、セナと行動しているメガネの兵士。高い洞察力と戦術の判断で信頼されている。「モンド」と名付けた紙のような武器をカタシロ（形代）にして操り戦う。
地形局に所属していたため地理に詳しく、パーティーのルート選定は基本的に彼が行う。
料理が苦手で、ミオやセナからの評判は今一つ。

### ケヴェス
女王
声 - 勝田詩織
ケヴェスの女王。仮面を被っているが素顔を明かそうとはしない。
その正体は兵士の目を欺くためメビウスによって操作されていた機械人形。
リク
声 - 千本木彩花
性別 - 男 / ロール - アタッカー / クラス - ヤムスミス / 武器 - ヴァリアブルアームズ
ケヴェス軍のノポン。メカニックが得意。ノア達元ケヴェス側の主人公達とは幼馴染で、ノア達に味方が居なくなった際にも彼らについて行く。戦闘では後述のマナナと組んで主人公達をサポートする。
父親はかつてケヴェス女王・メリアと共に旅をした間柄であることが語られている。
『新たなる未来』
コロニー9にて、シュルクとレックスが率いるリベレイター付きのメカニックとして活動する傍ら、マシュー達の武器強化も担当する。普段は、『ゼノブレイド』においてダンバンとフィオルンが暮らしていた邸宅を工房として再利用している。
エセル
声 - 種﨑敦美
性別 - 女 / 年齢 - 10期 / ロール - アタッカー / クラス - フラッシュフェンサー / 武器 - ダブルレイピア
ケヴェスの「コロニー4」の軍務長。二刀流の女剣士。僅か3期で所属コロニーを白銀クラスにまで引き上げたエリート。過去にノア達の危機を救った、彼らにとっての命の恩人でもある。アグヌスのカムナビとは宿敵の間柄。
メビウスの策により、コロニー4を人質に取られる形で利用されてしまう。しかし、ノア達の諦めない姿に感化されたことで本来の己の命の使い方を見出し、メビウスの命令に背く形でカムナビと一騎討ちを行い、相討ちとなって死亡した。
その後、ケヴェスキャッスルのゆりかごで再生されているところをロストナンバーズにゆりかごごと強奪される。ほどなくしてシティーで目覚めるが、死と再生を経たため1期相当の容姿となっており、死亡するまでの記憶も消去されたためカムナビとの因縁も忘れていた。終盤に条件を満たすと、コロニーオメガに残されていた成長促進機で死亡直前の姿に成長し、ヒーローに復帰する。
ゼオン
声 - 逢坂良太
性別 - 男 / 年齢 - 10期 / ロール - ディフェンダー / クラス - ガーディアンコマンダー / 武器 - ガッツグラディウス
ケヴェスの「コロニー9」の軍務長。ノア達の旧友で、ノア達がウロボロスとなったことで更迭された前軍務長の後任として軍務長の任を引き継いだ。命の火時計から解放されてからは、コロニー9の食糧問題に積極的に取り組むようになる。
ルディ
声 - 小林ゆう
性別 - 男 / 年齢 - 5期 / ロール - ヒーラー / クラス - ウォーメディック / 武器 - ヒーリングライフル
ケヴェスの「コロニー30」の軍務長。レウニスのメカニックとして超一流の腕前を持ち、執政官キューから最強のレウニスの開発を依頼されていた。
アシェラ
声 - M・A・O
性別 - 女 / 年齢 - 9期 / ロール - ディフェンダー / クラス - ローンエグザイル / 武器 - ツインセイバー
ケヴェスの「コロニー11」の軍務長。ケヴェス随一のディフェンダーだが超がつくほどの戦闘狂。
実は過去生の記憶が戻ってきており、成人の儀で処刑された恐怖から逃れるべく、あえて戦闘狂を装っていた。
ムンバ
声 - 井口祐一
性別 - 男 / ロール - アタッカー / クラス - シャープシューター
序盤の作戦で一時的にノア達に同行するコロニー9の兵士。的確な状況判断力を持ち、ノア達にとっては頼れる先輩。成人間近だったが、別行動を取った際にディーに遭遇しノア達の目の前で殺害された。
第1話の序盤のみNPCとしてパーティに加わる。
後に執政官ワイの力によって復活を遂げる。
クリス
声 - 岸尾だいすけ
ケヴェスの「おくりびと」でノアの教官。ノアに「おくりびと」としての心構えを説くが、4年前の戦いで戦死した。
その後、ゼットにより再生され、エヌの後任として新たにケヴェスキャッスルの執政官に就任する。
過去生時代には軍務長を務めており、現在の成人の儀は彼が考案したものであったことが判明する。
ボレアリス
声 - 森田成一
コロニー4の副官（後に軍務長代理）。エセルを慕っている。エセル亡き後、エセルの影響力の大きさを改めて実感しており、自身がコロニー4をまとめる立ち位置に就くことに不安を覚えている。

### アグヌス
女王
声 - 大和田仁美
アグヌスの女王。仮面を被っているが素顔を明かそうとはしない。
正体はケヴェスの女王と同様メビウスの操る機械人形。
マナナ
声 - 洲崎綾
性別 - 女 / ロール - アタッカー / クラス - ヤムスミス / 武器 - ヴァリアブルアームズ
アグヌス軍のノポン。料理が得意。戦闘ではリクと組んで主人公達をサポートする。ちなみに戦闘で使っているのは盾ではなく鍋。
イスルギ
声 - 前野智昭
性別 - 男 / 年齢 - 10期 / ロール - ヒーラー / クラス - 戦略士 / 武器 - 盤銃
アグヌスの「コロニーラムダ」の軍務長。タイオンの元上司。副官のナミの戦死を引きずっており、そこをジェイに付け込まれる形で利用された。
コロニーのシステムの関係上、休む暇もないほどに多忙を極めており、タイオンや他のコロニーの軍務長からも会うたびに指摘されている。
カムナビ
声 - 楠大典
性別 - 男 / 年齢 - 10期 / ロール - アタッカー / クラス - 武翔士 / 武器 - 陽炎戟
アグヌスの「コロニーデルタ」の軍務長。炎のような長槍を扱う。「戦道」を追求するストイックかつ豪胆な武人。ケヴェスのエセルとは宿敵の間柄。
メビウスの策により、強さへの執着心に付け込まれる形で利用されてしまうが、ノア達の諦めない姿勢を目の当たりにしたことで本来あるべき己の命の使い方を見出す。最終的に自らの「瞳」を潰すことでメビウスの支配から逃れ、エセルとの一騎討ちの果てに相討ちとなって死亡した。
後に執政官ワイの力により再生し、闘争本能が引き上げられた状態でノア達と再び対峙する。ワイ打倒後も状況を飲み込むまでに時間がかかり、ノアの要請で自身を迎えに来たロストナンバーズに刃を向けている。一度死亡して再生されていることから物語中盤までの記憶が消去されており、当初は自身の宿敵であったエセルのことも忘れてしまっていた。
高所恐怖症であったことが復活後に判明する。
シドウ
声 - 高橋広樹
性別 - 男 / 年齢 - 10期 / ロール - ヒーラー / クラス - 錬世士 / 武器 - 双節棍
アグヌスの「コロニーガンマ」の軍務長。ミオ達の現上司。 穏やかで思慮深く物腰も柔らかいが、その教練はミオ達も震え上がるほど厳しい。
その正体は、精鋭部隊を率いるコロニーカイの軍務長・「尽滅」のオウガイであり、どのような状態の敵であっても情けをかけることなく殺害し、自軍の兵士でさえも弱い者は戦によって間引くことを第一とするなど、敵味方問わず冷酷非道な軍務長として恐れられていた。しかし、最終的にコロニーカイも他のコロニー共々道連れとなり全滅に追い込まれたため、公式記録上オウガイは死亡したとされていたが、実際には執政官ジーにより過去を封印することを条件に居場所と新たな名前を与えられ、軍務長に就任した経緯を持つ。
ニイナ
声 - 小清水亜美
性別 - 女 / 年齢 - 6期 / ロール - アタッカー / クラス - 攻騎士 / 武器 - 無限刃
アグヌスの「コロニーイオタ」の軍務長。柔軟な思考の持ち主で、両軍で使われているコレペディアカードの立案者。
かつて前任の軍務長が他のコロニーから受けた裕福な物資を保持する現状に満足し、コロニーの衰弱を招いたため、危機感から軍務長を毒殺し成り代わった過去を持つ。そのため、普段から他のコロニーからの一方的な支援を快く思っておらず、常に相手を疑うことを忘れない性格の持ち主でもある。表向きはメビウスに従っていたが裏では虎視眈々と反逆の機会を窺っており、ノア達と出会ったことで実行に移す。
過去にコロニー30と交戦したが、ルディの天衣無縫な戦術に振り回されて敗北しており、それ以来彼に苦手意識を持っている。
ユズリハ
声 - 釘宮理恵
性別 - 女 / 年齢 - 7期 / ロール - アタッカー / クラス - 幻弓士 / 武器 - 光鱗弓
アグヌスの「コロニータウ」の軍務長。泰然とした性格で、コロニーが置かれた環境ゆえに独特な価値観を持つ。
一方で、もともと農業や狩猟による自給自足を行っていたことから、火時計を破壊されキャッスルからの物資に頼れなくなったコロニー9に農業の指導を行っている。
マシロ
声 - 悠木碧
性別 - 女 / 年齢 - 5期 / ロール - ヒーラー / クラス - 星輝士 / 武器 - 戦援旗
アグヌスの「コロニーミュー」の軍務長。気弱だが責任感と芯は強い。仲間をあだ名で呼ぶが、ランツを「ランラン」と呼ぶなどネーミングセンスが独特。
ミヤビ
声 - 福圓美里
性別 - 女 / 年齢 - 9期 / ロール - ヒーラー / クラス - 雅楽士 / 武器 - 真流・葛
かつてアグヌスでミオとコンビを組んでいた「おくりびと」で、セナとも友人だった。コロニーオメガで事故に遭遇し、セナとミオを脱出させるが自身は取り残され、命を落とした。
後に執政官ワイの力によって再生し、かつてのおくりびととしての役目をカムナビら他の復活者の闘争本能を抑制する手段として利用されてしまうが、ミオの笛を通じた語りかけにより正気を取り戻した。再生されてからはシティーで暮らしている。
ナミ
声 - 藤井ゆきよ
タイオンが所属していた頃のコロニーラムダの副官。タイオンに戦術のイロハとブレイドの使い方を叩き込んだ恩人だったが、コロニー13との戦闘で大敗した際にタイオン達を逃がすため殿を務め戦死した。

### メビウス

#### 原初のメビウス
ゼット（Z）
声 - 大塚明夫
ケヴェスとアグヌスの終わりのない戦争を娯楽を消費するかのように鑑賞する男。執政官を統率する黒幕。その正体は人間の抱く未来への不安や絶望が具現化したもの。
『新たなる未来』
突如として現れたアルファに対抗するべく、利害の一致の観点から一時的にシュルク達と共同戦線を張っている。
エックス (X)
声 - 高野麻里佳
残忍な性格の少女。コロニーのランク制はエックスの考案。
ワイ（Y）
声 - 稲田徹
コロニーオメガの執政官。命の火時計を創造する能力を持つ。

#### 人から成ったメビウス
ストーリー上重要またはヒーローとして加入するメビウスのみを記載する。その他については#設定・用語を参照
エヌ（N）
声 - 新井良平
ケヴェスキャッスルの執政官。金色の鎧を纏った青年。
正体は過去に消滅したノア。ミオ（エム）らとともにシティーの始祖となり、死と再生を何度も繰り返した後もミオとともに戦い続けてきたが、何度も繰り返される死と再生に絶望し、その折にゼットの誘いに応じてメビウスとなった。主人公としてのノアは彼の後悔から生まれた存在である。
アグヌスキャッスルにて、ノア達に圧倒的な戦力の差を見せつけ、敗北を味わわせる。その後は、余興としてノア達の眼前でミオの成人の儀を執り行うが、予め人格を入れ替えていたミオの奇策により、パートナーのエムを失うという想定外の事態に陥り、錯乱状態となる。結果的にノア達に敗北し、トドメをさされそうになったところをエックスに救われる。その後は精神的打撃の影響により、会話もままならない状態が続いていたが、オリジンにノア達が潜入したのを機に再度戦いに赴くこととなる。やがて、戦いの中でノア達の未来へ進もうとする姿勢に希望を見出すと共に完全に戦意を喪失し、ノアと共に歩むことを決意した。
『新たなる未来』
アルファの依り代となったナエルを止めるべく、ゼットの命令により当時のシティーを襲撃し、結果的にゴンドウを殺害している。
エム（M）
声 - 津田美波
アグヌスキャッスルの執政官。他人と精神を入れ替えかく乱する能力を持つ。
正体は過去に消滅していったミオ。エヌのメビウス化の代価としてゼットの手によってメビウスとなった。エヌ（ノア）が自身のために大勢の命を奪うようになったことに対し、内心深く心を痛めている。ミオの意識に入り込んだのを機に、エヌを止めるための手助けとして自らの消滅を望んだ。
ジェイ（J）/ ヨラン（Joran）
声 - 天希かのん
小太りの少年の姿をした執政官。泥人形に複製した人の魂を移して使役する能力を持つ。その正体は元ケヴェス軍訓練兵でノアやランツの同期。過去のアグヌス軍の襲撃の際に死んだ後、メビウスとなった。ノア達とは計3回戦うこととなる。
幼少期からノアやランツよりも能力面で劣ることにコンプレックスを抱えており、いつしか誰かの上に立つことで賞賛されたいという思いが芽生えるようになっていた。そのため、メビウスになったことは好意的に受け止めている。最終的にノア達の説得により改心し、今までの罪滅ぼしとして消滅現象にディーを道連れにする形で死亡した。
ディー（D）/ ディルク
声 - 上田燿司
ノア達がウロボロスとなるきっかけとなったメビウス。元はアグヌス軍の兵士で、敵味方問わず兵士を惨殺しその生首をコレクションしていた残忍な男。その残忍さはアグヌスの教本にも名前が載る程だった。ヨランと同様、計3回戦うこととなる。
最後は天空の砦においてジェイを取り込み、インタリンクするものの、改心したジェイに主導権を握られたまま消滅現象を引き起こされ、自身も巻き込まれて死亡した。
ティー (T) / トライデン (Triden)
声 - 土師孝也
性別 - 男 / ロール - アタッカー / クラス - ソウルハッカー / 武器 - ミミックナックル
「コロニー15」の執政官兼軍務長。メビウスでありながらノア達に敵意を持たず、部下たちと自由に生きることを選んだ豪放磊落な男。

### ロストナンバーズ
ゲルニカ・ヴァンダム
声 - 玄田哲章
ノア達の前に現れる謎の男。メビウスの襲撃を受けたノア達にウロボロスの力を授け、本当の敵の存在と目指すべきものを告げ命を落とした。
モニカ・ヴァンダム
声 - 渡辺明乃
性別 - 女 / 年齢 - 33歳 / ロール - ディフェンダー / クラス - ロストヴァンガード / 武器 - ディフェンスメイス
ゲルニカの娘。ゲルニカの死後のロストナンバーズの責任者であり、シティーを取り仕切る長老を兼任する女傑。既に子持ちの身ではあるが戦闘能力は健在で、メイスの扱いはシティー随一。一方でネーミングセンスは今一つ。
ゴンドウ・ヴァンダム
声 - 明坂聡美
性別 - 女 / 年齢 - 18歳 / ロール - アタッカー / クラス - マーシャルアーティスト / 武器 - ラピッドセスタス
モニカの娘でゲルニカの孫。ロストナンバーズの若き実力者。ニアの所在の情報を求めたノア達の精神を勝負及び残忍な言葉で試し、認めた後に協力する。義理堅いが血の気も多く、立てる作戦はいつも無茶なものでモニカに強く止められる事もある。
モニカの作るカレー（通称・モニカレー）が好物。一方自分の名前はあまり気に入っていない模様。
グレイ
声 - 千葉繁
性別 - 男 / 年齢 - 60歳 / ロール - アタッカー / クラス - フルメタルジャガー / 武器 - ガンフラップ
謎の欠片を拾ったノア達の前に現れた男。ケヴェスに追われていた際にノア達と共闘し、素性を詮索しない条件で力を貸す。その正体はロストナンバーズの隊員でゲルニカの親友。
トラビス
声 - 平井啓二
モニカの副官。ノア達にも様々な便宜を図ってくれるが、一言多いためモニカに睨まれたり無茶ぶりに振り回されることも多い苦労人。
シャナイア・リイド / エス (S)
声 - 照井春佳
ロストナンバーズの隊員で、ゴンドウの幼馴染。六氏族の1つであるリイド家の出身。特技は絵を描くこと。
姉の死に伴い、家業を継ぐこととなるものの、元々戦闘が不得手であるため、満足な結果を残すことができず、常に母親から姉やゴンドウと比較され続ける日々を過ごした。そのため、誰かに認められたいという承認欲求やゴンドウに対するコンプレックスの感情が次第に強くなっていった。結果的に自身の置かれた現状に絶望し、メビウスのスパイとしてノア一行を追跡すると共にシティーの場所をメビウス側に漏洩することでシティー壊滅を目論む。しかし、ゴンドウの活躍によってシティーの破壊が失敗したため、追い詰められた挙げ句自らの頭を銃で撃ち抜き、自害した。その後はメビウスとして再生し、単身でシティーを劣勢に追い込むと同時に、ゴンドウ達に戦いを挑んでくる。最終的に戦いの末ゴンドウに敗北するものの、過去を振り返る中で亡き父やゴンドウが自身の絵描きのスキルを認めていたことに気付き、安心した表情を浮かべながら消滅した。

### その他のキャラクター
ナギリ
声 - 茅野愛衣
性別 - 女 / 年齢 - 3期 / ロール - アタッカー / クラス - マシンアサシン / 武器 - ドゥームアックス
メビウス直轄の特殊部隊「コロニー0」の軍務長。人間的な感情が欠落しており、機械じみた口調で話す。コロニー0の兵士は個別の名前を持たず個体識別の為のナンバーで呼ばれていたが、セナによって名前を与えられる。
メリア
声 - 勝田詩織
性別 - 女 / ロール - アタッカー / クラス - ロイヤルサモナー / 武器 - エレメンタルスタッフ
真なるケヴェスの女王。真なるアグヌスの女王ニアとの会話によるとメビウスに囚われの身となっている。
『ゼノブレイド』に登場したメリアと同一人物であり、ハイエンター族の皇位継承者。ニアと共にオリジンの創造に携わった。『ゼノブレイド』の時に比べると、髪が腰元まで伸びている。
本編クリア後に話しかけると、仲間にすることができる。
ニア
声 - 大和田仁美
性別 - 女 / ロール - ヒーラー / クラス - 命巫女 / 武器 - 再生の剣
真なるアグヌスの女王。天空の砦において眠りについていたが、ミオによって封印が解かれ、目を覚ます。
『ゼノブレイド2』に登場したニアと同一人物。メリアと共にオリジンの創造に携わった。立場上のこともあり、前作に比べて幾分か口調は穏やかになっているものの、驚いた際やノア達がいない場面などでは本来の粗野な口調に戻ることがある。
本編クリア後に話しかけると、仲間にすることができる。
イノ
声 - 古賀葵
性別 - 女 / ロール - ディフェンダー / クラス - ノポニックブレイブ / 武器 - イノセイバー
エキスパンションパスVOL.2で実装されたヒーロー。ノポンの守護者を目指しており、語尾に「～も」をつけるノポン語を話す。
ノポンの技術者「マスター・ゴセンゾー」によって作られた人工ブレイドを名乗り、クラス継承により自身と同じ格好になったノアをドライバーと認め「ご主人殿」と呼ぶなど、『2』のハナとの共通点が見受けられる。
マティア
声 - 田中理恵
性別 - 女 / 年齢 - 27歳 / ロール - ヒーラー / クラス - ジュエルマイスター / 武器 - ブリリアントリング
エキスパンションパスVOL.3で実装されたヒーロー。シティーでアクセサリー職人を営む女性。消滅現象の跡地で得られる石を探しており、ノア達に護衛を依頼する形で同行する。
彼女のヒーロークエストを完了させると、休息ポイントでアクセサリを作成する「アクセサリークラフト」が可能になる。なお『2』のクラフト系と異なり、マティアをパーティーに編成しなくても可能。
六氏族「カシィ家」の当主で、モニカを「お姉さま」と呼び慕っている。
ハナJS
『2』に登場したノポンであるトラによって作られた世界初の人工ブレイド。
エンディングにて、天空の砦の幽玄の間に設置されている装置の中に入っていたことが判明し、ニアと再会した。
また、ニアと再会した際に彼女が眺めていた写真にも写っている。
ノポン・ダイセンニン
声 - 大塚明夫
挑戦の地にてノア達に試練を与えるノポン。

### 「新たなる未来」の登場人物
マシュー
声 - 榎木淳弥
性別 - 男 / ロール - アタッカー / クラス - マーシャルアーティスト / 武器 - ウロボロスナックル
「新たなる未来」の主人公。あまり細かいことを気にしない熱血漢。後のヴァンダム家の始祖で、六氏族の一人。妹のナエルと祖父のゴンドウと共に暮らしていたが、メビウスの襲撃によりシティーが壊滅させられた後、エイと共にナエルを捜す旅に出る。
シティー再興後はナエル達にシティーを任せ、世界を放浪したという。
エイ
声 - 佐藤利奈
性別 - 女 / ロール - ヒーラー / クラス - モナドフェンサー / 武器 - モナド
マシューと共に行動する女性。常に冷静で、的確に物事を判断する。暴走しがちなマシューの行動には頭を悩ませている。その正体はトリニティ・プロセッサーの一つである、「ウーシア」の良心＝シュルクと旅をした記憶がアルファから切り離された存在。
ニコル
声 - 小野将夢
性別 - 男 / 年齢 - 9期 / ロール - ディフェンダー / クラス - マシニスト / 武器 - ヴァリアブルバックパック
ケヴェスの兵士の少年。後のオーツ家の始祖で、六氏族の一人。シュルクと似た顔立ちをしている。機械いじりを得意としており、ウロボロス・ストーンの進化や後のシティーの技術体系の発展に貢献している。ブレイドは出すことができず、他の兵士からも蔑まされていたことから劣等感を抱いている。戦闘ではブレイドの代わりに自作のバックパックから展開される大型アームで戦う。
カギロイ
声 - 下地紫野
性別 - 女 / 年齢 - 9期 / ロール - ヒーラー / クラス - 奏炎士 / 武器 - 奏杖・天火明
アグヌスの兵士の少女。後のローディス家の始祖で、六氏族の一人。容姿や能力はホムラに、勝気な性格はヒカリに似ている。
出会った当初は世界の真実を受け入れず、単独行動に走ることが多かったが、徐々に軟化していき、本編においては「柔和で心優しい」と語られるようになっている。医療技術にも長け、後のシティーの医術の発展に絶大な影響を与えたと伝わっている。
シュルク
声 - 浅沼晋太郎
性別 - 男 / ロール - ディフェンダー / クラス - グランドソルジャー / 武器 - モナド・R・EX/改
『ゼノブレイド』の主人公。アルファとの戦いで右腕を失っており、リクによって作られた義手を着けている。髪を大きく伸ばし、戦闘では左腕のみを使うなどダンバンと似たスタイルになっている。レックスと共にリベレイターを結成し、シティーの生き残りを保護する活動を行っている。
本編のメリアの回想でも登場している。
レックス
声 - 下野紘
性別 - 男 / ロール - アタッカー / クラス - マスタードライバー / 武器 - 焔光の双剣
『ゼノブレイド2』の主人公。アルファとの戦いで左目を負傷している。少年だった前作から大きく成長しており、言動もフランクかつ豪快な性格となっている。戦闘では二振りの聖杯の剣を軽々と扱う。
本編のエンディングでは、ニアの眺めていた写真でも登場している。
ナエル
声 - 鬼頭明里
性別 - 女 / ロール - アタッカー / クラス - ウォーメイジ / 武器 - エーテルアクセラレーター
マシューの妹。後のドイル家の始祖で、六氏族の一人。子供思いの優しい性格だが、シティーの仲間がケヴェス兵に殺されたことをきっかけに、今の世界に疑問を覚えるようになる。その後、ウーシアのコアクリスタルを拾ったことで、メビウスによるシティー襲撃時にアルファの憑代となり、行方不明となる。
本編ではシティーの法体系の礎を築いたと伝わっている。
パナセア
声 - 渡辺明乃
リベレイターの一員で、シュルクの弟子。姉御肌で新兵の教練も担当する。身体、性格上の特徴は『ゼノブレイド』のカルナに類似しており、声優も同じであるが関係性は不明。
後のリイド家の始祖。
リンカ
声 - 広橋涼
リベレイターの一員で、レックスの弟子。慎重な性格と明晰な頭脳を持ち、レックスを的確にフォローする。身体、性格上の特徴は『ゼノブレイド2』のサイカに類似しており、声優も同じであるが関係性は不明。
後のカシィ家の始祖。
ゴンドウ
声 - 島田敏
マシューとナエルの祖父で、オリジナルのノア（エヌ）とミオ（エム）の息子。武術の達人であり、孫たちにウロボロスパワーを引き出す鍛錬を課す一方で、ウロボロスストーンの研究を行っていた。
エヌがシティーを襲撃した際に、ナエルを庇ってエヌの剣に貫かれ、彼を止めるためにウロボロスパワーを暴走させて死亡した。
アルファ
声 - 程嶋しづマ
トリニティ・プロセッサーの一つである「ウーシア」が実体化した存在。『1』に登場したアルヴィースの姿をとっている。本来必要な「ロゴス」と「プネウマ」を失った事で冷徹な機械と化しており、今に留まろうとする全てのものを滅ぼし、シティーの人々で新世界へ旅立つ判断を下す。今に固執するメビウスからは強く警戒されている。

### 回想シーンなどでのみ登場

#### 『ゼノブレイド』のキャラクター
フィオルン
シュルクやラインとは幼馴染。一度は機神界勢力によってフェイスユニットに改造されてしまったが、機神界人（マシーナ）の技術によって人間の体を取り戻した。
メリアの回想で登場。
ライン　
シュルクとフィオルンの幼馴染。シュルクと戦いの旅を最初から最後まで行動を共にした唯一の人物。
メリアの回想で登場。
ダンバン
フィオルンの兄。高い戦闘能力を持っており、不完全ではあるが神剣モナドを振るうことさえできた。シュルクたちの故郷であるコロニー9では「英雄」と呼ばれていた。
メリアの回想で登場。
カルナ
コロニー6の衛生兵。コロニー6を機神兵から奪還する際の戦いでシュルクたち共もに戦い、その戦いの後、彼らと行動を共にした。
メリアの回想で登場。
リキ
サイハテ村の「今年の勇者」としてシュルクたちと共に戦ったノポン。
メリアの回想で登場。
ネネ
『ゼノブレイド Definitive Edition』に収録された追加ストーリーである「つながる未来」に登場した、リキの娘。
メリアの回想で登場。
キノ
『ゼノブレイド Definitive Edition』に収録された追加ストーリーである「つながる未来」に登場した、ネネの弟。
ただし、彼の場合はリキの実の息子ではなく養子であるため、ネネと直接血縁関係があるわけではない。
メリアの回想で登場。

#### 『ゼノブレイド2』のキャラクター
ホムラ
『ゼノブレイド2』のヒロイン。「天の聖杯」と呼ばれる伝説のブレイド。元々はヒカリの「もう一つの人格」であり同一人物であったが、『2』のエンディングにて2人に分かれた。
エンディングにて、ニアの眺めていた写真で登場し、赤ん坊を抱えている。
ヒカリ
『ゼノブレイド2』のヒロイン。「天の聖杯」本来の姿であったが、聖杯大戦での悲劇によって「もう一つの人格」であるホムラを生み出した。
元々は、クラウスによって行われた、世界を2つに分ける事となる実験で使われていたコンピューターである「トリニティ・プロセッサー」　のうちの一つの「プネウマ」であったが、アルストの神であるクラウスによってマスターブレイド（天の聖杯）に作り変えられ、現在のヒカリが誕生した。
エンディングにて、ニアの眺めていた写真で登場し、赤ん坊を抱えている。
ビャッコ
ニアのかつてのブレイド。白い虎のような姿をしたブレイドで、常に執事のような丁寧な口調で話す。
エンディングにて、ニアの眺めていた写真で登場。また、幽玄の間の入り口の扉の上にはビャッコの像のようなものが取り付けられている。
トラ
レックスたちと共に楽園を目指したノポン。ドライバーに憧れていたが彼にはその適正がなかったため、人工ブレイドであるハナを作った。
ニアの回想と、エンディングの写真で登場しており、オリジンを建造したアグヌス側の叡智。
メレフ
スペルビア帝国の特別執権官。「帝国最強のドライバー」と呼ばれていた。当初はレックスたちと対立していたが、後に和解し、彼らと共に楽園を目指した。
エンディングにて、ニアの眺めていた写真で登場。
カグツチ
メレフのブレイドであり、帝国の宝珠。「帝国最強のブレイド」と呼ばれていた。
エンディングにて、ニアの眺めていた写真で登場。
ジーク・B・極・玄武
ルクスリア王国の王子。王国随一のドライバーであり、「雷轟のジーク」と呼ばれていた。
エンディングにて、ニアの眺めていた写真で登場。
サイカ
ジークのブレイド。ルクスリア王国の巨神獣であるゲンブと意思疎通をする能力を持っていた。
エンディングにて、ニアの眺めていた写真で登場。

## 設定・用語
アイオニオン
「永遠」の名前を冠する本作の舞台。ケヴェスとアグヌスが常に戦いを続けている。中央大海を取り囲むように陸地が存在しており、東端のカデンシア地方には大剣の突き立つ大地がある。各地で物質が消失する「消滅現象」と呼ばれる事象が起きており、その前触れとして黒い霧が発生する。
終盤で目覚めた真なるアグヌスの女王ニアによると『1（巨神界と機神界）』『2（アルスト）』の世界が引き寄せられ衝突する寸前のところをメビウスの力によって静止され生まれたのが本作の世界である。
過去作で判明した部分および本作でニアが語ったことをまとめるとアイオニオン誕生までの経緯は以下の通りとなる。
誕生までの経緯
クラウスの相転移実験により、元々は1つであった世界（地球）から「閉じられた世界」が誕生する。クラウスもまた半身(悪の部分)がザンザとして「閉じられた世界」へ、残りは荒廃しきってしまった「元の世界」に残される。
その後、「閉じられた世界」に「巨神界と機神界」が誕生し、「元の世界」はクラウスによる世界の再生によって「アルスト」になった。
長い時を経て「巨神界と機神界」でシュルクが神（モナド）として君臨していたザンザを倒したと同時に、「アルスト」に残されたクラウスは「楽園」でレックスとホムラ/ヒカリとの対話を経て人類と世界への希望を見出し消滅する。その後「巨神界と機神界」はシュルクが「神なき世界」を創造し最終的にケヴェスという一つの国にまとまり、「アルスト」は巨神獣が大地となり数多くあった国家は最終的にアグヌスという国に統一された。
更に時が流れ、相反する二つの世界が引き寄せられ最終的に両者が接触すれば消滅してしまうことが判明。そこでケヴェスとアグヌスの女王は協力して両世界の未来を残すための方舟「オリジン」を建造する。
世界が衝突する瞬間、未来を恐れ「永遠」の今を求める「想い」の集合体であるメビウスが誕生。メビウスはすぐにケヴェスの女王を捕獲しオリジンを掌握。衝突寸前の世界を停止させて誕生したのが本作の舞台であるアイオニオンである。
黒い霧
消滅現象の前兆として発生する黒い霧。これが発生しても即座に消滅現象は起こらないが、どのタイミングで発生するのか予測出来ない。副次的な効果として「瞳」による通信や監視を阻害する。
アイオニオンの人間
アイオニオンの世界の人間はその全員がケヴェスかアグヌスの兵士であり、「ゆりかご」と呼ばれる育成装置によって肉体をある程度成長させ、基礎教育が施された状態で生み出される。そのため、彼らは性知識や親子、家系といった概念を持たない。寿命は誕生から10年と設定され、1期、2期と数えられる。現実の人間に換算すると1期は10歳、10期は19歳に相当する。10期を迎えた兵士は「成人の儀」と呼ばれる儀式を迎え、天寿を全うする。また、兵士達は鉄巨神に備わった命の火時計によって常に他者の命を奪う事を義務付けられている。兵士達は「瞳」と呼ばれるデバイスで通信や情報の共有が可能。一度死んだ兵士はすぐに前回の記録を消去した上で「ゆりかご」から再生され、各地のコロニーに再配属される。
命の刻印
ケヴェスとアグヌスの人間に必ず刻まれている刻印。最初は黒の線と赤の菱形で構成されているが、期を経るごとに各部が灰色に変わっていく。変色する順番は決まっており、刻印を見るだけでその人物が何期か判別できる。命の火時計を破壊しても刻印は消えず、寿命も延びることはない。
ブレイド
アイオニオンの人間が使用する武器。
必要に応じて出したり消したりするので、持ち運ぶ必要がない。生物を殺す際ブレイドでなければ火時計が貯められないため、ブレイド以外で殺すのは場合によっては軍規違反になることも。ブレイドには様々な種類があるが、基本は自分が扱いやすいのを使用する。
ケヴェス
「巨神界と機神界(神なき世界)」側の国家。火時計は右目。機械技術を発達させたとされるが、アグヌスのフロート機構など一部の技術では後れを取っている。また、身体能力はアグヌス兵に劣るため、それを補うためのパワーアシストが必須となっている。住民はホムス、混血のハイエンター、マシーナの意匠が見られる。
アグヌス
「アルスト」側の国家。火時計は左目。エーテル技術を発達させた結果、フロート機構など一部の機械技術はケヴェスを先行する。住民は人間、ブレイド(マンイーター)、グーラ人、インヴィディア人、アーケディア人の意匠が見られる。
コロニー
移動要塞「鉄巨神」を拠点とする部隊。ケヴェス側のコロニーは数字で、アグヌス側はギリシャ文字でそれぞれ識別されている。コロニーの責任者として軍務長がおり、それを監視・統率する執政官がキャッスルから派遣される。コロニーには最下位の「土塊」から最上位の「黄金」までのランクが設定されており、ランクの上昇に応じて待遇が向上し、黄金ランクのコロニーは戦闘が免除される。
ランクの実態はメビウスの糧である命の質を上げるために用意されたもので、生活を良くしたければ必死になって戦うことが望まれる。最上位である黄金に辿り着いたコロニーはそれ以上ランクが上がることはないので拝命後に必ずメビウスが襲撃してコロニーごと壊滅する。
| コロニーランク | 待遇                                                    | 備考                                                                        |
| -------------- | ------------------------------------------------------- | --------------------------------------------------------------------------- |
| 土塊           | 食事、兵站などの質は最低ランク 投下される物資の量も最低 |                                                                             |
| 青銅           | 質、量ともに土塊より上                                  |                                                                             |
| 赤銅           | 質、量ともに青銅より上                                  |                                                                             |
| 黒鉄           | 質、量ともに赤銅より上                                  |                                                                             |
| 鋼             | 質、量ともに黒鉄より上                                  |                                                                             |
| 白銀           | 専門のコックを派遣 質・量ともに最高ランク               | 事実上の最高ランク                                                          |
| 黄金           | 戦闘の免除                                              | 必ずメビウスが襲撃して壊滅する ユーニは過去生で黄金のコロニーに所属していた |

ケヴェス軍コロニー
コロニー9
軍務長：ゼオン / 執政官：ビィ / ランク - 青銅
ノア達が所属していたコロニー。元々は赤銅で黒鉄への昇格が期待されていたがウロボロスが生まれたということで青銅に格下げられた。
コロニー4
軍務長：エセル / 執政官：ケイ / ランク - 土塊
かつては白銀だったが、カムナビ率いるコロニーデルタとの戦闘でとどめを刺さず見逃したことから土塊に下げられている。
コロニー30
軍務長：ルディ / 執政官：キュー / ランク - 黒鉄
ルディの影響によりレウニスの開発・運用に長ける。他のコロニーと比べノポンが多い。
コロニー11
軍務長：アシェラ / 執政官：アール / ランク - 白銀
ケヴェスキャッスルのお膝元に位置し、最終防衛線を担う。軍務長を筆頭に実力はあるが人格や素行に問題のある兵士が多い。
コロニー15
執政官兼軍務長：トライデン / ランク - 青銅
主に海で活動するコロニー。トライデンの影響か豪快な性格の兵士が多い。後にトライデンを含め全員がシティーに身を寄せたため、コロニーとしては解散した。
アグヌス軍コロニー
コロニーガンマ
軍務長：シドウ / 執政官：ジー / ランク - 黒鉄
ミオ達が所属していたコロニー。序盤の作戦でベテランの兵士が多く戦死したため、現在は大半が訓練兵で構成されている。
コロニーラムダ
軍務長：イスルギ / 執政官：ジェイ / ランク - 鋼
かつてタイオンが所属していたコロニー。組織的な戦闘を得意とし、防衛戦では白銀のコロニーを退けるほど。その反面、事務手続きが煩雑と化しており、イスルギの業務がかえって増える悪循環に陥っている。
コロニーイオタ
軍務長：ニイナ / 執政官：イー / ランク - 白銀
近年急成長しているコロニー。精鋭が集うが、それ以上に情報戦に長ける。
コロニータウ
軍務長：ユズリハ / 執政官：ユー / ランク - 土塊
大森林の中にありケヴェスもアグヌスも来ないためか、ターキン族と交友を結ぶなど独自の文化を築いている。
執政官も来るのは年に1度きりなので戦力として考えられていない。
コロニーミュー
軍務長：マシロ / 執政官：アイ /  ランク - 赤銅
アイの策略により厳しい戦いを強いられていたが、マシロの人柄もあり兵同士の結束が非常に強い。
また、若い兵士が大半を占めるためか、普段は他のコロニーと比べて雰囲気が緩い。おくりびとがいない。
その他のコロニー
コロニー0
軍務長：ナギリ / 執政官：エフ
メビウス直轄のコロニー。アグヌス・ケヴェスの戦争継続を目的とする。鉄巨神を持たず、兵士の命をエネルギー源とする特別な命の火時計を搭載した鉄機兵と呼ばれる小型機を運用する。
コロニーオメガ
執政官兼軍務長：ワイ
ワイが軍務長も兼ねるコロニー。ワイが実験目的で設立し、5年前の事故で壊滅したとされたがカプトコルヌ山嶺に再建された。
命の火時計
鉄巨神の動力となる火時計。ケヴェスの火時計は6時から左回り、アグヌスの火時計は6時から右回り。敵兵やモンスターの命をブレイド（武器）で断つ事で増えていくが、時間経過と共に残量が減っていく。兵士達の命ともリンクしており、残量が尽きればコロニーに属する兵士達も命を落とすため、兵士達は敵軍の兵士を倒すことで火時計を満たす事を目的にしている。通常の手段では破壊する事は出来ず、破壊できるのはノアの持つ魔剣ラッキーセブンのみ。火時計を破壊されたコロニーは火時計の支配から解放され、兵士達が戦争を継続する理由も消失する。
鉄巨神
各コロニーに1機配備される巨大機動兵器。それ自体が高い戦闘能力を持つほか、配備されたレウニスの母艦や兵員の拠点としての機能を持つ移動要塞でもある。例外なく命の火時計を動力としており、鉄巨神が破壊されると命の火時計も機能を停止してしまうため、鉄巨神を破壊されることはコロニーの壊滅を意味する。逆に命の火時計をピンポイントで破壊された場合は、エーテルシリンダーを代替動力とすることで（出力は落ちるが）稼働できる。操縦は基本的に軍務長が行う。
レウニス
両軍が運用する機動兵器で、基本的に人間が搭乗して操縦する。ケヴェス軍のものはタイヤによる駆動や多脚型、アグヌス軍のものはフロートシステムによる浮遊移動やボール式が多い。エーテルシリンダーを動力とするため、命の火時計が破壊されても変わらず運用が可能。なお、レウニスで敵兵士を倒しても命の火時計は増えないため、もっぱら敵レウニスの破壊や兵員輸送、前衛の壁役として運用される。
キャッスル
ケヴェスとアグヌス双方の女王が住まい、ゆりかごによって兵士達が生み出される最重要拠点。キャッスルから各戦場へは投下物資が射出され、兵士達の兵站を補う。
鉄巨神でもあり、変形することで戦闘形態に移行する。
おくりびと
笛とおくりの旋律を使い、戦死した兵士の骸をおくる兵士。ケヴェスは毎年キャッスルでおくりびとの研修を行い、アグヌスは二人一組でおくりを行うなど、風習に違いがある。
成人の儀
10期を迎えた兵士が女王の御膳でおくられる儀式。10年間戦い抜き、天寿を全うした兵士をおくる一大イベントであるが、その前に戦死する兵士がほとんどであり成人の儀を迎えられる兵士は一握りである。エヌによると成人を迎えた場合、ゆりかごで再生されることはなくそのまま消滅する。1000年前にクリスによって提案されたものであり、それ以前は10期を迎えた兵士は執政官によって処刑されていた。
ウロボロス
ウロボロス・ストーンの力によって二人の人間がインタリンク（融合）した巨人、あるいはインタリンクを行える人間。ウロボロスとなった者の瞳にはその名の通りウロボロスの紋章が浮かび上がり、命の火時計の支配から開放されるが、同時に世界の敵としてメビウスから狙われる存在となる。インタリンクしたウロボロスは核が無事である限り手足を失っても再生が可能だが、行動や再生に伴って熱が溜まっていき、オーバーヒートを迎えると強制的に融合が解除され、再融合まで一定時間のクールタイムが必要となる。融合者が主導権を切り替える事で二つの姿を切り替える事ができる。
ウロボロスになった者とその末裔は瞳のある目から特殊な電磁波が発せられており、メビウスとロストナンバーズはそれを検知することでノア達の位置を把握していた。
メビウス
アイオニオンを裏から支配し、アグヌスとケヴェスの戦争を継続させる存在。一般的にコロニーを統治する執政官として振る舞っている。皆一様に仮面と鎧を身に纏いその正体を隠している。ウロボロス同様、瞳には「∞」の紋章が浮かぶ。ウロボロスと同じ巨人の姿を取る事ができ、2人いればインタリンクも可能。他にもテレポート能力や命の火時計と瞳を介して兵士を操るなど人知を超えた能力を持つ。メビウス達の名前はアルファベットで統一されているが、これは各メビウスの本名のイニシャルに由来している。
| メビウス   | 立場                                                    | 正体                                 | 能力                                                                                  |
| ---------- | ------------------------------------------------------- | ------------------------------------ | ------------------------------------------------------------------------------------- |
| ビィ       | コロニー9執政官                                         |                                      |                                                                                       |
| クリス     | ケヴェスキャッスル執政官 エヌの後任                     | 元ケヴェス軍おくりびとクリス         |                                                                                       |
| ディー     | 最初に遭遇したメビウス                                  | 元アグヌス軍兵士ディルク             |                                                                                       |
| イー       | コロニーイオタ執政官                                    |                                      |                                                                                       |
| エフ       | コロニー0執政官                                         |                                      |                                                                                       |
| ジー       | コロニーガンマ執政官                                    |                                      |                                                                                       |
| エイチ     | 対シティー特務部隊指揮官                                |                                      |                                                                                       |
| アイ       | コロニーミュー執政官                                    | コロニーミュー副官イチカ             | 偽装能力                                                                              |
| ジェイ     | コロニーラムダ執政官 ディーの相方                       | 元ケヴェス軍訓練兵ヨラン             | 複製した魂を泥人形に移し替える                                                        |
| ケイ       | コロニー4執政官                                         |                                      |                                                                                       |
| エル       | メビウスとしてのみ登場 エックス曰く「下僕のようなもの」 |                                      |                                                                                       |
| エム       | アグヌスキャッスル執政官                                | ミオのオリジナル                     | 対象と精神を入れ替える                                                                |
| エヌ       | ケヴェスキャッスル執政官                                | ノアのオリジナル                     |                                                                                       |
| オー       | ピーの相方                                              |                                      |                                                                                       |
| ピー       | オーの相方                                              |                                      |                                                                                       |
| キュー     | コロニー30執政官                                        |                                      |                                                                                       |
| アール     | コロニー11執政官                                        |                                      |                                                                                       |
| エス       | 最も新しいメビウス                                      | 元ロストナンバーズシャナイア・リイド | 対象の時間を停止させる能力                                                            |
| ティー     | コロニー15執政官兼軍務長                                | トライデン                           | ユニークモンスターの技を習得する「魂ハッキング」 （本人は過去に覚えた技を忘れている） |
| ユー       | コロニータウ執政官                                      |                                      |                                                                                       |
| ブイ       | 忘却のコロニーを攻撃した執政官                          |                                      |                                                                                       |
| ダブリュー | アールについてきたメビウス                              |                                      | 骸兵の操作                                                                            |
| エックス   |                                                         | 最初のメビウスの一人                 |                                                                                       |
| ワイ       | コロニーオメガ執政官                                    | 最初のメビウスの一人                 | 命の火時計の製造                                                                      |
| ゼット     | メビウスの元締め                                        | 最初のメビウスの一人                 |                                                                                       |

シティー
最初にウロボロスとなった6人（後の六氏族）によって作られた都市。住民は全て過去のウロボロスの末裔で、火時計はないが瞳があり、通信やデータの共有も可能。住民のルーツを辿ると必ず最初の6人に辿り着くようになっている。生殖行為による繁殖も可能で、産まれた子供は10年の軛から外れる。なお、メビウスと取り引きすれば火時計をどちらかの目に宿し死ねばその国の兵士として終わりのない戦いに身を投じることもできる。
かつては今よりも規模が大きかったとされ、メビウス・エヌによる襲撃により一度壊滅し長い時を経て再建したという。数百年単位でメビウスへの抵抗を続けているため今では戦いを倦厭する「保守派」が存在する。また、現在の六氏族の長の中に戦いを倦厭する者がおり、水面下で氏族間の対立が起きている。都市全体が巨大な鉄巨神であり、本編開始当初は大剣の麓に存在していたが、メビウスに居場所を感知された後は地下に移動する。
ロストナンバーズ
シティー直属の軍隊。志願制で各地に派遣されケヴェスとアグヌスの戦場跡でパーツ等の鹵獲、食材の調達、ウロボロス・ストーンの回収およびウロボロス候補生の選定、育成などを行っている。シティーの位置が露見しないよう外に出るときは瞳のある方に特殊な金属を埋め込んだ眼帯をつける事が義務づけられている。グレイのフリークエストでは、ノポンがロストナンバーズに資材を提供するために運搬しようとすると保守派の妨害を受けることがあると語られている。また、任務中に亡くなった者の親族が悲しみから保守派に転向することもある。

## フィールドマップ
アエティア地方
アイオニオン北西部一帯を構成する地域。北端部に冒頭の戦場となった「不治ヶ原」、北東部にノア達の所属する「コロニー9」、西端部にミオ達の所属する「コロニーガンマ」が存在する。北部～中部は荒野、南部は丘陵地帯が広がる。『1』のランドマークである「ガムトの道標」があり、『2』のグーラの巨神獣のヒレも見られる。
アエティア地方上層部
終盤に訪れる山岳地帯で、雪と氷に覆われた極寒の地。下層から上層に行くことはできず、上層から下層への一方通行となっている。東部には再建された「コロニーオメガ」が、下層へ続く洞窟の途中に「コロニー0」の駐屯地がある。『2』のグーラのノキルア伐採場が汚染された腐敗溜がある他、グーラの巨大な木を下っていくと「クーレル湖」にたどり着ける。
フォーニス地方
アイオニオン南西部一帯を構成する地域。西部に「コロニーイオタ」、北部中央に「コロニー4」、南東部に「コロニー30」が存在する。北西部～中央部は荒野、東部一帯は砂漠、南部は丘陵と様々な顔を持つ。ペンテラス地方には坑道を進むルートと山道を超えるルートの2ルートからアクセスできる。コロニー4周辺には『1』の「落ちた腕」があるほか、マシーナの隠れ里が変貌したような「エレス大道」も確認できる。東部の砂漠は『イーラ』の「ダナ砂漠」の名を持つ。
ペンテラス地方
アイオニオン南部一帯を構成する地域。中央部に「コロニーラムダ」、南東部に「コロニータウ」が存在する。西部は『2』の巨神獣「インヴィディア」の名を冠するインヴィディア山脈、コロニーラムダ周辺は『1』の「マクナ原生林」を思わせる大瀑布、東部は都市の廃墟を植物が覆うモルクナ大森林が広がる。なおモルクナ大森林には『2』のモルスの地の高速道路やトンネル、廃墟ビルが確認でき、後にモルスの地の成れの果てであることが明かされる。
モルクナ大森林下層
ケヴェスキャッスルに向かうルートから分岐して向かうモルクナ大森林の下層エリア。シナリオ上でも警告される通り、毒沼が広がり凶悪なモンスターが跋扈する危険地帯。エレベータを起動させることでコロニータウから直接行き来が可能になる。
ケヴェスキャッスル地方
アイオニオン南東部を構成する地域。名前通りケヴェスのキャッスルと、キャッスルを左回りに迂回するように広がるシウェラ浮遊岩礁地帯で構成される。地方広範囲を『2』のスペルビアの巨神獣の片腕が覆っている。シウェラ浮遊岩礁地帯の北西部に「コロニー11」、そこから連なるキャッスル真北に「オービルブス要塞」、さらに東部に「ガーディン防衛基地」が存在する。キャッスル南部にはエーテル採掘場と資材搬入口がある。キャッスルは初代の皇都アカモートの要素が見られる。
カデンシア地方
アイオニオン東部～北東部を構成する地域。南部の湿地帯には大剣が突き立っており、ノア達の目的地となる「シティー」が存在する。大剣を挟んだ北側は広大な海となっており、『1』のエルト海および『2』のリベラリタス島嶼群、エルピス霊洞の名残が見られる。西部に「コロニーミュー」、南東部に「コロニー15」、北端部にアグヌス城下要塞やリ・ガート収容所が存在する。入り江の奥に隠された忘却のコロニーは『2』のインヴィディア烈王国のサフロージュの木で溢れている。
アグヌスキャッスル
カデンシア地方北部上空に浮かぶアグヌスのキャッスル。ケヴェスのキャッスルと異なりエリアとして独立しており、連絡船を用いてカデンシア地方の城下要塞と行き来する。
オリジン
中央大海に隠されたメビウスの本拠地。中枢部ではゼットが待ち受けており、最終決戦の場となる。最深部付近には、『2』のサンクトス・チェインに酷似した物体が大量に敷き詰められている。
セントムニア地方
『新たなる未来』における舞台。かつてアイオニオンの中心に存在していた地域。東部の「望郷の山壊」には巨神界のコロニー9が存在し、リベレイターが拠点として利用している。その北西の「ラグナリア遺跡郡」にはルクスリアの遺跡の一部が存在している。北部の「黒い山」にもルクスリアの遺跡の一部がある他、ヴァラク雪山に登場した神秘的な光を放つ氷や、監獄島が存在するなど、巨神界やアルストに存在したロケーションが多く存在する。

## エキスパンション・パス
追加コンテンツのダウンロードが可能になる有料DLC。
全部で4弾あり、新規キャラクターの追加や新たなバトルが導入される。
第1弾 (2022年7月29日配信開始)
アイテム、ファッションのプレゼント
第2弾 (2022年10月14日配信開始)
アイテム、ファッションのプレゼント
新規ヒーロー「イノ」とヒーロークエストの追加、チャレンジバトルの導入、ファッションの追加
第3弾 (2023年2月16日配信開始)
アイテム、ファッションのプレゼント
新規ヒーロー「マティア」とヒーロークエストの追加、チャレンジバトル「ダイセンニンの大魔境」の導入、ファッションの追加
第4弾 (2023年4月26日配信開始)
新たなストーリー「新たなる未来」の追加